# جائزة أدبية

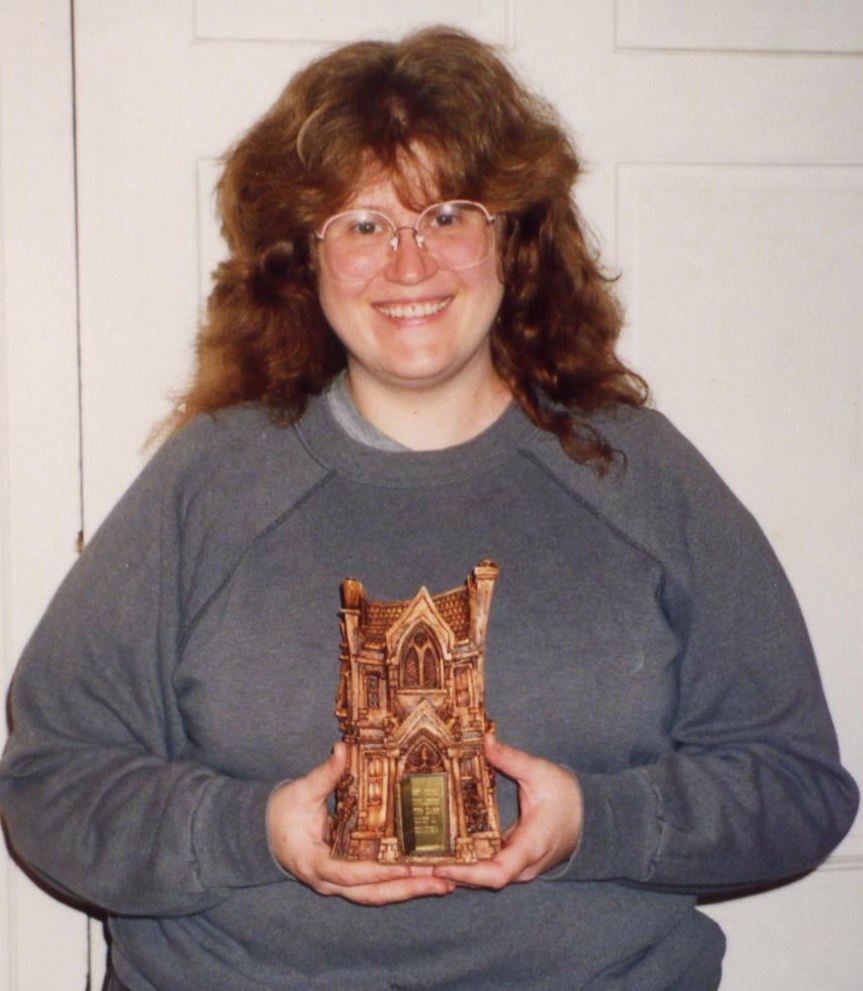

الجائزة الأدبية هي الجائزة المقدمة للاعتراف والإشادة بعمل أو قطعة أدبية. وتقدم عادة إلى المؤلف.

## المنظمات
معظم الجوائز الأدبية تأتي في حفل توزيع الجوائز. العديد من الجوائز تنظم مع منظمة واحدة (عادة ما تكون غير ربحية) كمقدم للجائزة ومنظمة أخرى كراعي مالي أو داعم، وهي التي تدفع مبلغ الجائزة وتكلفة مراسيم توزيعها وتكاليف العلاقات العامة، عادة الشركات الراعية قد تعلق اسمها على الجائزة.

## أنواع من الجوائز
هناك جوائز أدبية لعدة أشكال من الكتابة مثل الشعر والرواية، مثل جائزة نجيب محفوظ. كما يتم تكريس العديد من الجوائز لنوع معين من الروايات الخيالية أو غير الخيالية (مثل الخيال العلمي أو السياسة). وهناك أيضا جوائز مخصصة لأعمال اللغات الفردية، مثل جائزة ثيربانتس (الإسبانية)، جائزة كامويس (البرتغالية)، جائزة بوكر الأدبية، جائزة بوليتزر، جائزة هوغو (اللغة الإنجليزية).
ومن أبرز الجوائز الأدبية جائزة نوبل في الأدب وجائزة نجيب محفوظ وجائزة فرانتس كافكا وجائزة القدس وجائزة مصر لأدب الأطفال.

## وصلات خارجية
- معلومات جوائز الكتب
- ترتيب المؤلفين حسب الجوائز الأدبية
- أفضل الكتب: 2008, 2009, 2000-2009, 2010